# Kay Beauchamp
Kathleen Mary 'Kay' Beauchamp (Midsomer Norton, Somerset, 27 de maig de 1899- 25 de gener de 1992) va ser una de les capdavanteres en el Partit Comunista de la Gran Bretanya als anys vint. Va ajudar a fundar el Daily Worker (més tard The Morning Star) i va ser regidora de Finsbury.

## Biografia

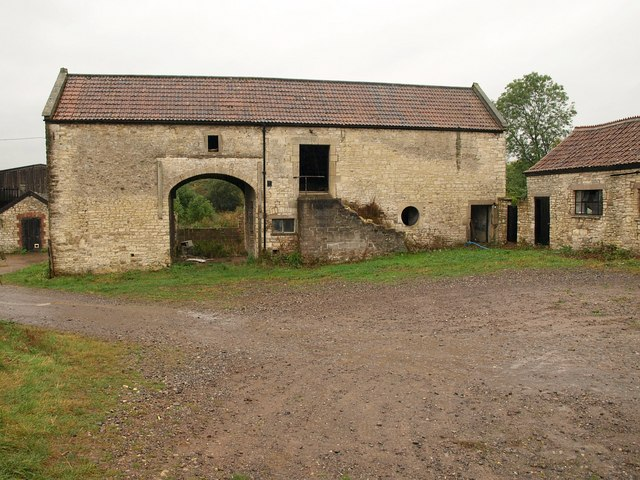
Granja Welton Manor, Midsomer Norton, on va créixer

Va néixer a la família agrícola de granja Welton Manor, Midsomer Norton, Somerset el 27 de maig de 1899. Va ser germana de Joan Beauchamp, més tard Joan Thompson, que es va convertir en una prominent suffragette i associada de Sylvia Pankhurst. La família formava part de la família Beauchamp que dominava les mines de carbó de Somerset; seu pare era el cosí de Sir Frank Beauchamp i Louis Beauchamp, que posseïa mines de carbó a la zona. La seva mare va morir el 1904, quan Kay només tenia quatre anys.
Va completar una carrera en història al University College de Londres el 1924. Aquell any es va casar amb el llibreter i bibliotecari Graham Pollard, fill del professor Albert Pollard.
Es va incorporar al Partit Comunista, del qual va ser Secretària Internacional. També va ajudar a fundar el Daily Worker. Com a consellera delegada, va ser empresonada per menyspreu a la cort quan el diari va descriure la condemna de Wal Hannington, un líder obrer a l'atur, com un muntatge.
Va ser un dels vuit membres del Partit que va produir la primera edició del Daily Worker, que va aparèixer l'1 de gener de 1930.
Va treballar com a professora i també va col·laborar amb el Departament d'Educació del Partit Comunista. Durant els anys 1930 i 1940, va treballar de prop amb Harry Pollitt, organitzant vagues de fam, treballs de solidaritat per a la Guerra Civil espanyola i la campanya per al Segon Front en la Segona Guerra Mundial.
Després de la guerra, va ser elegida regidora local a Finsbury. També va ser Secretària Internacional del Partit Comunista. En aquest paper, va fer diverses visites a Àfrica. Va participar en el Moviment per a l'Alliberament Colonial (MCF), fundat el 1954, i va treballar amb Kwame Nkrumah, Jomo Kenyatta i altres futurs líders de l'Àfrica emergent.
El 1972 es va separar del seu primer marit i es va casar amb Tony Gilbert. Va continuar activa en política durant la resta de la seva vida. Va morir el 25 de gener de 1992.

## Publicacions
- Leninism ~ a syllabus (1940)
- Our Borough - an introductory discussion syllabus. On the government of the borough of Finsbury (1945)
- Canvassing (1945)
- Fascism and how to defeat it (1959)
- We can get those deep shelters (1961)
- Black citizens (1973)
- Report of Liberation Conference to isolate and defeat racism (1977)
- One race, the human race (1979)
- Ethiopia: An African Giant Awakens [ambTony Gilbert] (1985)
- Racism: A Threat to World Peace – [amb Amanda Mensah] (1986)
- Ring Around the Carnival [amb Maggie Chetty] (1986)